# Joel Wegmeister

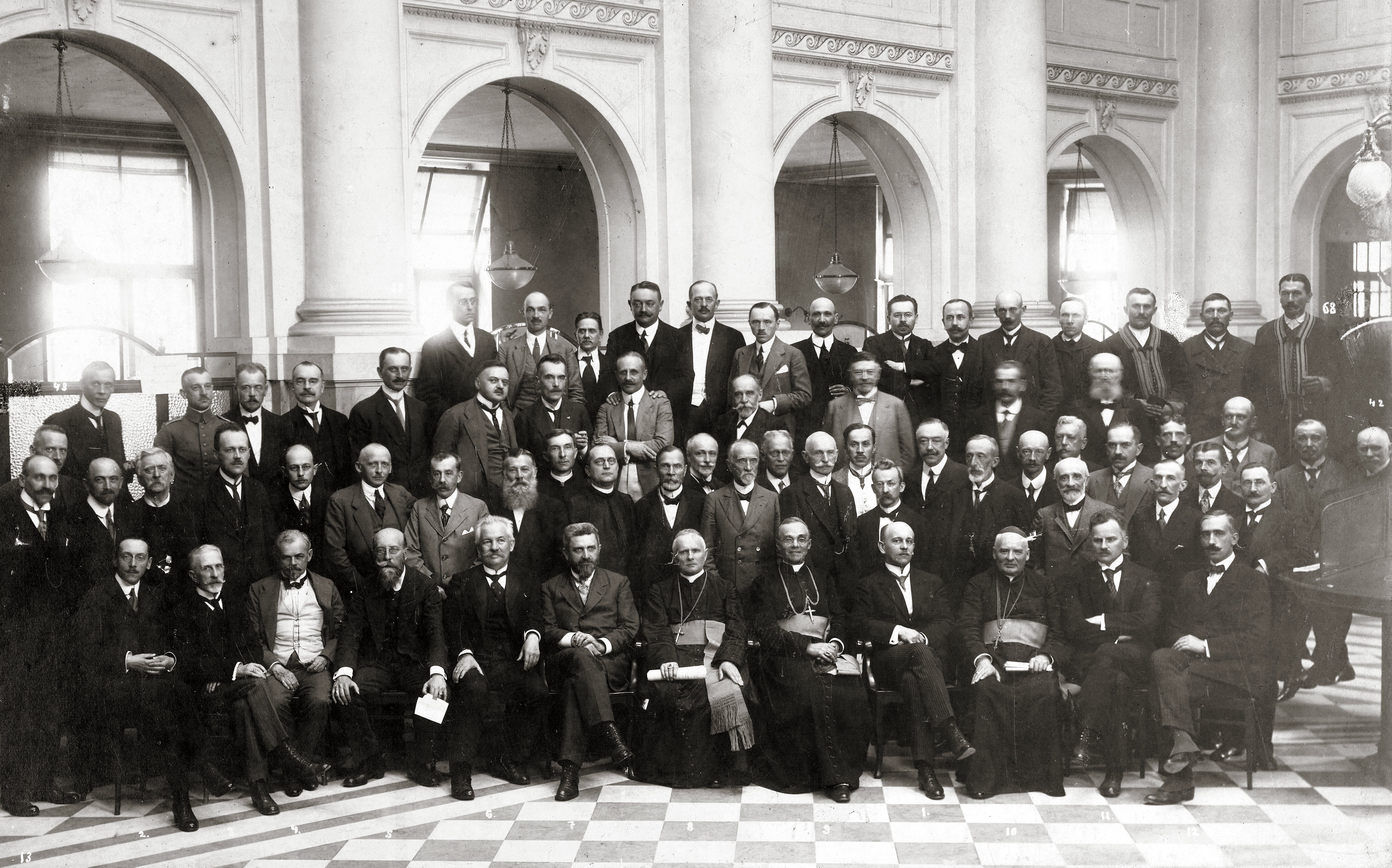
Rada Stanu Królestwa Polskiego z Joelem Wegmeisterem w składzie (1918)

Joel Wegmeister, także Yoel Wegmester (ur. 1837, zm. 20 lutego 1919) – przedsiębiorca, filantrop, założyciel Agudat Israel w Polsce, przywódca gminy żydowskiej w Warszawie, członek dynastii chasydzkiej Ger, członek Rady Stanu Królestwa Polskiego.

## Życiorys
Nie jest znane pochodzenie Wegmeistera. Przez wiele kadencji był członkiem władz gminy żydowskie. W ramach rets yisroel kase lub Kupat r'meir baal-nesv był powiernikiem funduszy (tzw. haluka gelt) gromadzonych dla Żydów mieszkających w Palestynie. Był także założycielem hewry (bractwa) zajmującej się studiowaniem miszny, mającej siedzibę przy ul. Twardej 23 oraz ufundował główny gmach jesziwy przy ul. Miłej 63. Przez długi czas pełnił także funkcję szefa hewry „Tora Haqlalit”. Poonadto przewodniczył funduszowi umożliwiającemu biednym dzieciom uczęszczanie do szkół żydowskich. Należał także Komitetu Cholery działającego od 1892 r. i komitetu założonego w 1905 r. w celu pomocy ofiarom pogromów w Rosji.
W 1901 był współzałożycielem stowarzyszenia filantropijnego „Ezra”, liczącego ponad 2000 członków. Był twórcą organizacji charytatywnej Hevrat achim rachmonim (hebr. Towarzystwo Braci Miłosierdzia), zajmującej się opieką nad pacjentami nowopowstałego w 1903 Szpitala Starozakonnych w Warszawie, zrzeszającego ponad 200 członków. Działał jako sztadlan, wstawiając się za polskimi Żydami u władz w Sankt-Petersburgu. W porozumieniu z Abrahamem Mordechajem Alterem – przywódcą chasydów Ger, był współzałożycielem Agudat Israel w Katowicach w 1912 roku. W trakcie okupacji niemieckiej podczas I wojny światowej, dzięki swoim znajomościom z niemieckimi żydami pozwolono mu założyć w 1916 „Agudat ha-Ortodoksim” (hebr. Związek Ortodoksów), którego był prezesem. Wraz z Mojżeszem Pfeferem i Kazimierzem Natansonem pełnił funkcję przedstawiciela Żydów polskich władzach, w Radzie Stanu Królestwa Polskiego (utworzonej w listopadzie 1916 r.).  

### Życie prywatne
Był synem Davida Wegmeistera. Był żonaty. Został pochowany na cmentarzu żydowskim przy ul. Okopowej w Warszawie (sektor 47; rząd 22; numer 26a).